# Internationale Tennismeisterschaften von Deutschland 1971
Die 65. Internationalen Tennismeisterschaften von Deutschland fanden vom 17. Mai bis zum 23. Mai 1971 auf dem Rothenbaum in Hamburg statt.
Das Turnier war (sowohl im Herren- als auch im Damenbereich) Teil des von der ILTF eingerichteten Grand Prix Circuits. Dazu musste das Turnier von dem traditionellen Juli/August-Termin in den Mai verlegt werden und um einem weiteren Tag verkürzt werden, sodass der Schlusstag nun der Sonntag war. Zeitgleich zu diesem Turnier fanden zwei weitere Grand-Prix-Turniere statt: die Britischen Hartplatzmeisterschaften in Bournemouth und das Herren-Sandplatzturnier in Brüssel. Zum ersten Mal wurde mit Tie-Break gespielt, der beim Stand von 8:8 angewandt wurde.
An dem Turnier nahmen zum ersten Mal auch Berufsspielerinnen teil. Es waren dies vom Virginia Slim Circuit die US-Amerikanerinnen Rosemary Casals, Billie Jean King, Cecilia Martinez und Valerie Ziegenfuss, die Südafrikanerin Esme Emanuel und die Australierin Kerry Melville. Das Dameneinzel wurde dann auch von Billie Jean King gewonnen, die auch im Damendoppel zusammen mit Rosemary Casals erfolgreich war. In beiden Finals stand die inzwischen verheiratete Helga Masthoff, dabei im Doppel zusammen mit Heide Orth. Das Halbfinale im Einzel erreichte die Titelverteidigerin Helga Hösl, in dem sie King einen Satz abnahm.
Bei den Herren nahmen neun Profispieler der World Championship Tennis teil: John Alexander, Dick Crealy, Andrés Gimeno, Bob Lutz. John Newcombe, Charles Pasarell, Nikola Pilić, Allan Stone und Torben Ulrich. Der Titelverteidiger Tom Okker spielte in Brüssel. Das Einzel gewann Andrés Gimeno, der auch im Doppel zusammen mit John Alexander erfolgreich war.
Im Gemischten Doppel, das von den Profis nicht bestritten wurde, gab es ein rein deutschen Finale, das Heide Orth mit Jürgen Faßbender gegen Helga Hösl und Harald Elschenbroich gewannen.

## Preisgeld
Bekannt ist, dass der Sieger im Herreneinzel 4.500 $, die Siegerpaarung im Herrendoppel 2.000 $ und die Siegerin im Dameneinzel 2.500 $ erhielt.

## Ergebnisse

### Herreneinzel
|  | Finale |               |   |   |   |  |  |
|  |        |               |   |   |   |  |  |
|  |        | Andrés Gimeno | 6 | 6 | 6 |  |  |
|  |        | Péter Szőke   | 3 | 2 | 2 |  |  |

### Dameneinzel
|  | Finale |                  |   |   |  |
|  |        |                  |   |   |  |
|  |        | Billie Jean King | 6 | 6 |  |
|  |        | Helga Masthoff   | 3 | 4 |  |
|  |        |                  |   |   |  |

### Herrendoppel
|  | Finale |                              |   |   |   |   |  |
|  |        |                              |   |   |   |   |  |
|  |        | John Alexander Andrés Gimeno | 6 | 5 | 9 | 6 |  |
|  |        | Dick Crealy Allan Stone      | 4 | 7 | 7 | 4 |  |

### Damendoppel
|  | Finale |                                  |   |   |  |
|  |        |                                  |   |   |  |
|  |        | Rosemary Casals Billie Jean King | 6 | 6 |  |
|  |        | Helga Masthoff Heide Orth        | 2 | 1 |  |
|  |        |                                  |   |   |  |

### Mixed
|  | Finale |                                 |   |   |   |
|  |        |                                 |   |   |   |
|  |        | Heide Orth Jürgen Faßbender     | 6 | 3 | 6 |
|  |        | Helga Hösl Harald Elschenbroich | 4 | 6 | 2 |
|  |        |                                 |   |   |   |